# Marathon van Praag 2009
De marathon van Praag 2009 werd gelopen op zondag 10 mei 2009. Het was de vijftiende editie van deze marathon.
De Keniaan Patrick Ivuti kwam bij de mannen als eerste aan de finish in 2:07.48. De Russische Olga Glok won bij de vrouwen in 2:28.27.
Deze editie was eveneens het toneel van de Tsjechische kampioenschappen. Deze titels werden gewonnen door respectievelijk Mulugeta Serbessa (vijftiende in 2:27.16) en Ivana Martincova (twaalfde in 2:55.31).
In totaal finishten 3976 marathonlopers, waarvan 638 vrouwen.

## Uitslagen

### Mannen
| rang   | naam             | land | tijd    |
| ------ | ---------------- | ---- | ------- |
| Goud   | Patrick Ivuti    | KEN  | 2:07.48 |
| Zilver | Stephen Kibiwott | KEN  | 2:07.54 |
| Brons  | Kenneth Mburu    | KEN  | 2:10.29 |
| 4      | Mykola Antonenko | UKR  | 2:10.54 |
| 5      | Luis Feiteira    | POR  | 2:11.57 |
| 6      | Fernando Silva   | POR  | 2:12.09 |
| 7      | Moses Kangogo    | KEN  | 2:14.36 |
| 8      | Paul Lekuraa     | KEN  | 2:15.00 |
| 9      | Tewodoros Asfaw  | ETH  | 2:16.12 |
| 10     | Cioha Dida       | ETH  | 2:16.12 |

### Vrouwen
| rang   | naam                | land | tijd    |
| ------ | ------------------- | ---- | ------- |
| Goud   | Olga Glok           | RUS  | 2:28.27 |
| Zilver | Mulu Seboka         | ETH  | 2:30.39 |
| Brons  | Eyeusalem Mutal     | ETH  | 2:32.43 |
| 4      | Emmah Kiruki        | KEN  | 2:33.02 |
| 5      | Margareth Toroitich | KEN  | 2:33.22 |
| 6      | Malgorzata Sobanska | POL  | 2:34.35 |
| 7      | Karolina Jarzynska  | POL  | 2:35.25 |
| 8      | Radiya Adlo         | ETH  | 2:36.01 |
| 9      | Kateryna Stetsenko  | UKR  | 2:36.46 |
| 10     | Josephine Wangoi    | KEN  | 2:42.43 |

1995 ·
1996 ·
1997 ·
1998 ·
1999 ·
2000 ·
2001 ·
2002 ·
2003 ·
2004 ·
2005 ·
2006 ·
2007 ·
2008 ·
2009 ·
2010 ·
2011 ·
2012 ·
2013 ·
2014 ·
2015 ·
2016 ·
2017